# 19 settembre
Il 19 settembre è il 262º giorno del calendario gregoriano (il 263º negli anni bisestili). Mancano 103 giorni alla fine dell'anno.

## Eventi
- 335 – L'imperatore romano Costantino I eleva il nipote Flavio Dalmazio al rango di Cesare
- 1187 – Saladino inizia l'Assedio di Gerusalemme
- 1356 – Gli inglesi sconfiggono i francesi nella battaglia di Poitiers
- 1657 – Nell'ambito della Seconda guerra del nord (1655-1660) viene firmato il Trattato di Wehlau tra la Confederazione polacco-lituana e il Brandeburgo
- 1692 – Giles Corey viene pressato a morte dopo essersi rifiutato di dichiararsi colpevole durante il Processo alle streghe di Salem
- 1734 – Battaglia di Guastalla: i franco-piemontesi di Carlo Emanuele III di Savoia battono gli imperiali austro-prussiani in una battaglia svoltasi su suolo italiano durante la guerra di successione polacca
- 1777 – Guerra d'indipendenza americana: prima battaglia di Saratoga e battaglia di Freeman's Farm
- 1778 – Il Congresso continentale approva il primo bilancio degli Stati Uniti
- 1783 – I fratelli Montgolfier presentano l'aerostato detto "ad aria calda" che viene innalzato alla presenza del re Luigi XVI, nei Giardini di Versailles. L'aerostato prende poi il nome di mongolfiera
- 1796 – Discorso d'addio di George Washington
- 1799 – Le truppe francesi abbandonano Roma, occupata il 10 febbraio 1798: cade la Repubblica Romana
- 1846 – La Vergine Maria appare a La Salette a due pastorelli, Mélanie Calvat e Maximin Giraud
- 1852 – Annibale de Gasparis scopre l'asteroide 20 Massalia dalla cupola nord dell'Osservatorio astronomico di Capodimonte
- 1857 – John Ball compie la prima ascensione al Monte Pelmo
- 1862 – Battaglia di Iuka, Mississippi: le truppe unioniste del generale William Starke Rosecrans sconfiggono le forze confederate comandate dal generale Sterling Price
- 1863 – Guerra civile americana: battaglia di Chickamauga
- 1868 – Rivoluzione spagnola: La Gloriosa
- 1893 – Suffragio femminile: in Nuova Zelanda, il governatore approva la legge elettorale che dà a tutte le donne neozelandesi il diritto di voto.
- 1900 – Butch Cassidy e Sundance Kid compiono la loro ultima rapina assieme
- 1926 – Viene inaugurato lo Stadio Giuseppe Meazza di Milano con un derby meneghino vinto 6-3 dall'Inter sul Milan
- 1934 – Bruno Hauptmann viene arrestato per l'assassinio di Charles Lindbergh Junior
- 1936 – Viene inaugurato ufficialmente l'aeroporto Luigi Ridolfi di Forlì, allora il più grande aeroporto militare d'Italia
- 1939 – A seguito del Patto Molotov-Ribbentrop Vilnius, attuale capitale della Lituania, è invasa dall'Armata Rossa
- 1940 – Nell'ambito della battaglia d'Inghilterra l'Operazione Leone marino viene rimandata indefinitamente
- 1941 – Nell'ambito dell'Operazione Barbarossa ha fine la battaglia di Kiev con la presa da parte della 1. SS-Panzer-Division "Leibstandarte SS Adolf Hitler" e 2. SS-Panzer-Division "Das Reich" della città
- 1942
  - Seconda guerra mondiale: la 6. Armee della Wehrmacht, al comando del generale tedesco Friedrich Paulus, raggiunge il centro della città di Stalingrado: ha inizio la battaglia di Stalingrado
  - Seconda guerra mondiale: l'Operazione Agreement si conclude con una netta vittoria delle forze dell'Asse.
- 1943 – Eccidio di Boves (primo massacro dei soldati tedeschi sulla popolazione civile durante la Resistenza italiana)
- 1944 – Firma dell'armistizio tra Finlandia e Unione Sovietica. (Fine della guerra di continuazione)
- 1945 – Il cosiddetto Lord Haw Haw (William Joyce) collaboratore dei nazisti viene condannato a morte a Londra
- 1952 – Gli USA vietano il rientro a Charlie Chaplin cittadino britannico residente negli USA, dopo un viaggio in Inghilterra
- 1955 – Juan Domingo Perón viene deposto in Argentina
- 1957 – Primo test sotterraneo statunitense di una bomba nucleare
- 1959 – Nikita Khruščëv non può visitare Disneyland per motivi di sicurezza (troppe persone mascherate).
- 1972 – Una lettera bomba spedita all'ambasciata israeliana di Londra uccide un diplomatico
- 1973 – Re Carlo XVI Gustavo accede al trono di Svezia
- 1978 – Le Isole Salomone diventano membro dell'ONU
- 1979 – Si disputa il Gran Premio Dino Ferrari, un GP di Formula 1 non valido per il Campionato Mondiale disputatosi in un'unica edizione all'omonimo Autodromo di Imola
- 1981
  - Simon & Garfunkel, tengono davanti a 500.000 spettatori il loro più famoso concerto a New York, il The Concert in Central Park da cui nascerà l'omonimo album dal vivo
  - Pino Daniele tiene un grande concerto in Piazza del Plebiscito a Napoli di fronte a duecentomila persone, accompagnato sul palco da Tullio De Piscopo, Joe Amoruso, Rino Zurzolo, Tony Esposito, James Senese, una formazione tutta partenopea che lo stesso anno partecipa al quarto album Vai mo'
- 1983 – Saint Kitts e Nevis ottengono l'indipendenza dal Regno Unito
- 1985 – Un devastante terremoto colpisce il Messico (8.1 scala Richter)
- 1991 – Viene scoperta, ai piedi del Similaun, la Mummia del Similaun da due coniugi tedeschi
- 1994 – Viene pubblicata la dimostrazione dell'Ultimo teorema di Fermat ad opera di Andrew Wiles
- 1995 – Il Washington Post pubblica il manifesto di Unabomber
- 1998 – Per la prima volta in Italia un bambino di un anno, figlio di Testimoni di Geova, viene sottoposto a un intervento chirurgico a cuore aperto, perché affetto da cardiopatia congenita, senza fare ricorso a trasfusioni di sangue: al posto degli emoderivati, l'équipe dell'ospedale di San Donato Milanese utilizza liquidi chiari e senza plasma, centrifugando poi il sangue dell'operazione per restituirlo al piccolo
- 2002 – In Costa d'Avorio truppe di ribelli guadagnarono il controllo di gran parte del paese e l'ex presidente Robert Guéï rimase ucciso nei combattimenti
- 2006
  - In Thailandia, mentre il primo ministro Thaksin Shinawatra è a New York alle Nazioni Unite, i militari prendono il potere. È il 18º tentativo di colpo di Stato nel Paese dopo l'istituzione della monarchia costituzionale nel 1932
  - Scoppiano manifestazioni violente in Ungheria, a seguito della scoperta delle menzogne dette dal primo ministro Ferenc Gyurcsány per vincere le elezioni di maggio. Le opposizioni chiedono nuove elezioni
- 2010 – Esonda il fiume Seveso a Milano allagando parte della M3 e alcuni edifici.
- 2022 – A Londra si svolgono i funerali della regina Elisabetta II del Regno Unito, scomparsa il precedente 8 settembre nella residenza reale di Balmoral, in Scozia, all'età di 96 anni e dopo 70 di regno.
- 2023 – Azerbaigian lancia un'offensiva militare contro la Repubblica di Artsakh nella regione del Nagorno Karabakh; questo porta alla fuga della popolazione armena.

## Nati
Ci sono circa 1 220 voci su persone nate il 19 settembre; vedi la pagina Nati il 19 settembre per un elenco descrittivo o la categoria Nati il 19 settembre per un indice alfabetico.

## Morti
Ci sono circa 460 voci su persone morte il 19 settembre; vedi la pagina Morti il 19 settembre per un elenco descrittivo o la categoria Morti il 19 settembre per un indice alfabetico.

## Feste e ricorrenze

### Civili
Nazionali:
- Cile – Giorno delle glorie dell'esercito
- Saint Kitts e Nevis – Festa nazionale (indipendenza, 1983)

### Religiose
Cristianesimo:
- Madonna di La Salette
- San Prospero da Centuripe martire
- San Gennaro, vescovo e martire
- Sant'Goerico di Metz, vescovo
- Sant'Alonso de Orozco
- Sant'Arnolfo di Gap, vescovo
- San Carlo Hyon Song-mun, catechista e martire
- San Ciriaco da Buonvicino, abate
- Santi Costantino Bogorodskij e 2 compagni, martiri (Chiese di rito orientale)
- Santa Emilia de Rodat
- Sant'Eustochio di Tours, vescovo
- San Giovanni di Spoleto, vescovo
- San Lamberto di Frisinga, vescovo
- Santa Maria de Cervellòn, religiosa
- Santi Peleo, Nilo, Elia, Patermuzio e compagni, martiri
- Santa Pomposa di Cordova, martire
- San Sequano, abate
- San Teodoro di Canterbury, vescovo
- San Teodoro di Verona, vescovo
- San Trofimo martire
- Beate Elisabetta, Barbara, Antonia e Caterina, monache mercedarie
- Beata Francesca Cuallado Baixauli, vergine e martire
- Beato Giacinto Hoyuelos Gonzalez, religioso e martire
- Beate Maria di Gesù de la Yglesia de Varo e Maria Addolorata e Consolata Aguiar-Mella y Diaz, martiri

Religione romana antica e moderna:
- Natale di Antonino Pio
- Ludi Triumphales

Pastafarianesimo:
- International Talk Like a Pirate Day